# Tridentaria
Tridentaria is een geslacht van schimmels in de onderstam Pezizomycotina. De typesoort is Tridentaria alba.

## Soorten
Volgens Index Fungorum telt het zeven soorten (peildatum april 2023):
| Soortnaam               | Auteur(s)      | Publicatiejaar |
| ----------------------- | -------------- | -------------- |
| Tridentaria alba        | Preuss         | 1852           |
| Tridentaria carnivora   | Drechsler      | 1937           |
| Tridentaria fertilis    | R.F. Castañeda | 1988           |
| Tridentaria glossopaga  | Drechsler      | 1962           |
| Tridentaria implicans   | Drechsler      | 1940           |
| Tridentaria subuliphora | Matsush.       | 1989           |
| Tridentaria tylota      | Drechsler      | 1965           |